# Anna Marek-Kamińska
Anna Marek-Kamińska – polska dyrygentka, doktor habilitowany sztuk muzycznych.

## Życiorys
W 2004 r. ukończyła studia edukacji artystycznej w zakresie sztuki muzycznej na Uniwersytecie Rzeszowskim, w 2013 r. obroniła pracę doktorską pt. Relacja słowo-dźwięk w sekwencji Veni Sancte Spiritus, której promotorem był prof. Grzegorz Oliwa, w 2022 r. habilitowała się.
Pracuje na stanowisku adiunkta w Instytucie Muzyki, Kolegium Nauk Humanistycznych Uniwersytetu Rzeszowskiego.